# 橋本功 (建築家)
橋本 功（はしもと いさお、1945年 - ）は日本の建築家。現在、前川建築設計事務所所長・代表取締役をつとめる。神奈川県生まれ。

## 略歴
- 1970年 日本大学理工学部建築学科卒業。
- 1970年 株式会社前川國男建築設計事務所入所。
- 1994年 株式会社前川建築設計事務所取締役に就任。
- 2000年 代表取締役に就任し現在に至る。

## 主な作品
- 横浜市教育文化センター (1972年)
- 福岡市美術館(1979年)
- 埼玉県立自然史博物館 (1981年)
- 国立音楽大学付属幼稚園 (1984年)
- 弘前市斎場 (1983年)
- 国立音楽大学銀杏寮 (1983年)
- 国立音楽大学講堂 (1983年)
- 岡山県庁東棟 (1991年)
- 栃木県総合文化センター (1991年)
- 千葉県東総文化会館 (1991年)
- 埼玉県児玉町総合文化会館 (1995年)
- 国立音楽大学付属中・高等学校増築 (1995年)
- 横浜市中央図書館 (1993年)
- 佐賀県立名護屋城博物館 (1993年)
- 東京都立大山高等学校 (1998年)
- 相模原市立夢の丘小学校 (2002年)
- アルカンシエル名古屋ウエディングビレッジ (2002年)
- 光明学園相模原高等学校 (2003年)
- 国立音楽大学附属中学校・高等学校 (2003年)
- 横須賀市立武山小学校体育館 (2004年)
- 新・前川國男自邸
- 国立音楽大学付属小学校 (2008年)

改修。
- 埼玉会館大ホール（1996 年）
- 熊本県立劇場（1996 年）
- 神奈川県青少年センター（2006 年）